# Шурдашур
Шурдашу́р (рос. Шурдашур) — річка у Шарканському районі Удмуртії, Росія, права притока Великої Ківари.
Починається на північний схід від села Чужегово. Протікає на північний схід. Впадає до Великої Ківари між селом Карсашур та гирлом річки Єктаншур. Похил річки становить 16 м/км.
Русло нешироке, у верхній течії пересихає, проходить повністю через ліси. Приймає невелику притоку праворуч у верхів'ї.